# VSB E 2/2
Für den leichten Rangierdienst beschafften die Vereinigte Schweizerbahnen (VSB) im Jahre 1876 drei leichte Rangierlokomotiven der Bauart E 2/2.

## Aufbau
Diese 2/2 gekuppelten Tenderlokomotiven brachten ein geringes Dienstgewicht von 13,5 Tonnen auf die Waage, leer wogen sie 10 Tonnen. Sie wurden von der Firma Krauss & Cie in München bezogen, der Kaufpreis betrug 18 000.- Schweizer Franken. Die 5,9 Meter lange Lokomotive hatte einen Innenrahmen, und der Kessel lag 1520 mm über Schienenoberkante. Der offene Führerstand mit Dach so wie die offen geführten Ein- und Ausströmrohre gaben zusammen mit dem vorderen Regulatorengehäuse mit dem darauf montierten Ramsbotton-Sicherheitsventil ihr typisches Erscheinungsbild.
Der Kessel hatte 71 Siederohre mit einer Länge von 2200 mm. Der Achsstand der 870 mm grossen Räder betrug 1700 mm. Die vordere Achse war durch eine Querfeder, die hintere Achse durch zwei Längsfedern abgefedert. Sie waren für eine einmännige Bedienung eingerichtet und hatten keine Geschwindigkeitsmesser eingebaut. Das äussere Triebwerk wirkte auf die hintere Triebachse. Die Steuerung war eine Allan-Exzentersteuerung, die Umsteuerung wurde mittels Hebelschieber auf einer Skalenbahn ausgeführt. Für das Kuppelrad war eine Sandstreuvorrichtung für Vor- und Rückwärtsfahrt eingebaut, der Sandkasten befand sich auf dem Laufblech. Die zweiklötzige Exterbremse (Wurfhebel-Handbremse) wirkte auf die hintere Triebachse, um ca. 1895 wurde nachträglich eine Dampfbremse eingebaut. Es war eine Dampfheizeinrichtung eingebaut. Sie konnte als Vorräte 2,3 m³ Wasser und 0,5 Tonnen Kohle mitnehmen.
| VSB Nummer | SBB Nummer | Baujahr | Fabrik Nummer | Hersteller | Ausser Dienst | Bemerkungen                  |
| ---------- | ---------- | ------- | ------------- | ---------- | ------------- | ---------------------------- |
| A          | 8197       | 1876    | 485           | Krauss     | 1902 (1948)   | Verkauf an Gaswerk St.Gallen |
| B          | 8198       | 1876    | 486           | Krauss     | 1902          | Abbruch                      |
| C          | 8199       | 1876    | 544           | Krauss     | 1902          | Abbruch                      |

## Einsatz
Die Lokomotiven wurden im leichten Rangierdienst sowie als Werklokomotiven verwendet. Vom Personal bekamen sie den Übernamen Eseli.
Sie bekamen bei der Übernahme der Bahngesellschaft durch die SBB zwar noch neue Betriebsnummern, wurden aber schon 1902 ausrangiert. Die Lokomotiven B und C wurden an Altmetallhändler verkauft und verschrottet.
Die Lokomotive A (8197) wurde an das Gaswerk St. Gallen verkauft und dort als Nummer 1 mit dem Namen St.Gallen in Betrieb genommen. Sie wurde 1948 abgebrochen.